# Hybomitra obscurinervis
Hybomitra obscurinervis är en tvåvingeart som först beskrevs av Violovitsh 1956.  Hybomitra obscurinervis ingår i släktet Hybomitra och familjen bromsar. Inga underarter finns listade i Catalogue of Life.